# Дружба (нефтопровод)
Вижте пояснителната страница за други значения на Дружба.
„Дружба“ е магистрален нефтопровод от Източна за Централна Европа, най-дългият в света.
Представлява мрежа от магистрални нефтопроводи с разклонения с обща дължина 8900 километра, включително 3900 км на територията на Русия.
Мрежата е изградена през периода от 1960 до 1974 г. за снабдяване със суров нефт от Волгоуралския нефтогазов район в РСФСР, СССР на социалистическите държави от СИВ в Централна Европа – Полша и бившата ГДР (Източна Германия), Унгария и бившата Чехословакия (дн. Чехия и Словакия).